# Yahya Amer
Yahya Amer (Jeddah, Arabia Saudita; 1960) es un exfutbolista de Arabia Saudita que jugaba en la posición de centrocampista.

## Carrera

### Club
Jugó toda su carrera con el Al-Ahli Saudi FC de 1979 a 1988, con el que ganó dos títulos nacionales y la Copa de Clubes Campeones del Golfo de 1985.

### Selección nacional
Jugó para Arabia Saudita en 15 partidos entre 1984 y 1985 sin anotar goles, ganó la Copa Asiática 1984.

## Logros

### Club
- Saudi Premier League: 1983–84
- King Cup: 1983
- Gulf Club Champions Cup: 1985

### Selección nacional
- AFC Asian Cup: 1984